# STARting -from rebirth-
「STARting -from rebirth-」（スターティング・フロムリバース）は、新谷良子の18枚目のシングル。2015年3月11日にLantisから発売された。

## 概要
前作「AUTOMATIC SENSATION」から3年1ヶ月ぶりのリリースとなるシングル。販売形態は前作に引き続きCD+DVD仕様になっている。
3月23日付のオリコンシングル週間ランキングにて36位を記録。10thシングル「crossingdays」の38位を上回り、自己最高位を更新した。

## 収録曲
CD
1. STARting -from rebirth- [3:52]
  - 作詞・作曲・編曲：宮崎誠
2. HOPPING DICE [4:54]
  - 作詞：ミズノゲンキ、作曲・編曲：睦月周平
3. リンガベル [3:49]
  - 作詞・作曲・編曲：R・O・N
4. STARting -from rebirth-（off vocal）
5. HOPPING DICE （off vocal）
6. リンガベル （off vocal）

DVD
1. STARting -from rebirth- MUSIC CLIP